# TECO
TECO fa referència a Text editor and corrector (editor i corrector de texts) i consisteix en un editor de texts fruit de les millores fetes pels furoners de l'AI Lab del MIT en els antics editors de teletip línia a línia de la màquina PDP-6 a finals dels seixanta.

## Història
Durant el 1950 i 1960, quan els ordinadors estaven apareixent a les universitats per primera vegada, la programació d'ordinadors era una matèria increïblement abstracta. Per comunicar-se amb l'ordinador, els programadors van crear una sèrie de targetes perforades, on cada targeta representava una ordre de programació diferent. D'aquesta manera els programadors portaven les targetes perforades a l'administrador del sistema central, el qual les introduïa una a una en la màquina, esperant que la maquina tragués un conjunt nou de targetes perforades, de les que els programadors en desxifrarien la sortida. Aquest procés era pesat i lent.
El 1962, els científics de computació i furoners relacionats amb el projecte MAC del MIT, un precursor del que seria més tard l'AI Lab, van desenvolupar una interfície de teletips, de manera que el programadors podien comunicar-se amb la màquina mitjançant un teclat i llegint la sortida línia a línia en una impressora en comptes d'utilitzar cartrons perforats.
A finals dels seixanta el disseny d'interfícies va fer salts addicionals. Doug Engelbart en una presentació el 1968 va fer públic un prototip en el qual connectant un televisor a la computadora i incorporant-hi un dispositiu de senyalització que Engelbart va anomenar ratolí donava a l'usuari per primera vegada la possibilitat de moure el cursor per la pantalla i veure la posició actualitzada en temps real. És a dir, fent el televisor les funcions que fins aquest moment feien les impressores, teníem la possibilitat de posicionar el text en qualsevol punt de la pantalla.

## TECO i Richard Stallman
El TECO era una millora substancial dels antics editors, però encara tenia els seus problemes. Per crear i editar un document, el programador havia d'introduir una sèrie d'ordres especificant cada edició i seguit per una seqüència de "final d'ordre". Carl Mikkelson va escriure un hack pel TECO i el va denominar Control-R, ja que era la combinació de tecles que activaven y desactivaven el hack, el qual consistia a passar del mode normal d'execució d'ordres abstractes a un mode molt més intuïtiu pulsació a pulsació. Per la seva part Richard Stallman va ver possible l'activació d'un altre ordre TECO o "macroinstrucció". On els usuaris havien entrat una ordre i l'havien descartat, el hack de Stallman feia possible emmagatzemar aquestes ordres ("macros") a un fitxer i cridar-les més endavant. Així doncs Stallman havia convertit el TECO en un editor programable per l'usuari, va ésser aquest el veritable progrés.
A partir d'aquest moment tothom podia escriure les seves pròpies macros, el que va generar una explosió d'innovacions. Els usuaris es feien les seves pròpies col·leccions d'ordre, les quals es passaven entre ells millorant-les i fent-les més potents i generals. En poc temps la funció d'editor de texts del TECO havia passat a segon pla davant la multitud de programes generats al seu voltant.
Després de dos anys i amb tant desbordament de creativitat de macros, algunes millor dissenyades que d'altres, Guy Steele, un company de Richard Stallman en l'AI Lab, va decidir crear uns paquets de macros i construir una taula ben documentada amb les ordres i macroinstruccions més útils. Segons el mateix Steel, ell només va fer el 0,001 per cent de la implementació, mentre que Stallman va fer tota la resta. A aquest nou projecte, evolució del TECO, se'l va denominar Emacs (Editing macros) que més tard tindria la seva versió GNU Emacs al fundar Richard Stallman el projecte GNU.